# Lothar Berger
Pour les articles homonymes, voir Berger (homonymie).
Lothar Berger, né le 31 décembre 1900 à Halberstadt, décédé le 5 novembre 1971 à Bad Schwartau, est un Generalmajor allemand au sein de la Heer, dans la Wehrmacht pendant la Seconde Guerre mondiale.

## Biographie
Il a reçu la croix de chevalier de la croix de fer avec feuilles de chêne. Cette décoration et son grade supérieur, les feuilles de chêne, sont attribués pour un acte d'une extrême bravoure sur le champ de bataille ou un commandement avec un succès militaire certain.
Lothar Berger est initialement capturé par les forces américaines en mai 1945, puis transféré aux forces britanniques. Il est maintenu en captivité jusqu'en 1946.

## Décorations
- Croix de fer (1914) :
  - 2e classe (28 juillet 1918),
  - 1re classe (24 septembre 1920) ;
- insigne des blessés (1914),
  - en noir ;
- croix d'honneur (1er janvier 1935),
- agrafe de la croix de fer (1939),
  - 2e classe (30 septembre 1939),
  - 1re classe (2 octobre 1939) ;
- croix de chevalier de la croix de fer avec feuilles de chêne :
  - croix de chevalier le 5 août 1940, en tant que major et commandant du III. / Infanterie-Regiment 84[1] ;
  - 806e feuille(s) de chêne le 28 mars 1945, en tant qu'Oberst et commandant de la Brigade z.b.V.100 / 40e corps de blindés[2].